# Semih Erden
Semih Erden (Gaziosmanpaşa, Estambul; 28 de julio de 1986) es un exjugador de baloncesto turco. Con 2,11 metros de estatura, jugaba en la posición de pívot.

## Trayectoria deportiva

### Europa
Comenzó su carrera profesional en el Darüşşafaka en 2003, con 17 años, perteneciendo al equipo junior. Llegó a debutar con el primer equipo disputando 3 minutos ante el Tofaş Bursa, anotando un punto y capturando dos rebotes.
Al año siguiente fichó con el KK Partizan, con los que disputó la Liga Serbia, donde se proclamaron campeones, la Euroliga, donde jugó 10 partidos promediando 3,0 puntos y 2,3 rebotes, y la liga del Adriático, donde su mejor actuación se produjo ante el KK Hemofarm, anotando 17 puntos y cogiendo 7 rebotes.
En 2005 regresa a su país, fichando por el Fenerbahçe, donde promedia 6,7 puntos y 5,4 rebotes en la liga turca, teniendo su mejor actuación ante el Galatasaray, donde consigue un doble-doble, con 13 puntos y 18 rebotes. Al año siguiente gana su primer título de campeón de la liga turca, ayudando al equipo con 5,9 puntos y 3,4 rebores por partido. En la Euroliga disputa 8 partidos, en los que promedia 4,5 puntos y 3,1 rebotes.
En 2008 gana su segunda liga turca, teniendo una gran actuación en las finales ante Türk Telekom, promediando en los 5 partidos 9,2 puntos y 5,4 rebotes. En la Euroliga disputa 15 partidos, en los que promedia 6,7 puntos y 4,0 rebotes.
En 2009 sus estadísticas en la liga turca son de 8,8 puntos y 4,3 rebotes, consiguiendo su mejor anotación ante el Aliaga Petkim, con 18 puntos. En la Euroliga disputa 12 partidos, en los que promedia 6,6 puntos y 4,0 rebotes.
En su última temporada en la liga de Turquía, en 2010 promedió 8,7 puntos y 5,4 rebotes, logrando su punto número 1.000 en dicha competición el 19 de diciembre de 2009.
En la temporada 2022-23, firma por el Türk Telekom B.K. de la BSL turca.
El 23 de septiembre de 2023 firmó con el Bursaspor de la Basketbol Süper Ligi (BSL). El 4 de febrero de 2025 anunció su retirada a través de su página de Instagram.

### Selección nacional
Debutó con la selección turca en competición oficial en los Mundiales de 2006 celebrados en Japón, donde promedió 2,2 puntos y 2,3 rebotes por partido. en 2009 participó en el Campeonato de Europa celebrados en Polonia, donde fueron eliminados por Grecia en cuartos de final. Y en 2010 formó parte del equipo que logró la medalla de plata en el Campeonato del Mundo celebrado en su país.

### NBA
Fue elegido en la sexagésima posición del Draft de la NBA de 2008 por Boston Celtics, pero como el jugador tenía todavía contrato con el Fenerbahçe se quedó en su país. El 5 de julio de 2010 firma por fin con los Celtics, un contrato garantizado por una temporada y con opción a una segunda. En sus 6 primeros partidos de pretemporada promedió 6,0 puntos y 4,2 rebotes. En febrero de 2011 firmó por los Cleveland Cavaliers, junto a Luke Harangody a cambio de una segunda elección en el draft.

## Estadísticas de su carrera en la NBA

### Temporada regular
| Año     | Equipo    | PJ | PT | MPP  | %TC  | %3P  | %TL  | RPP | APP | ROB | TPP | PPP |
| ------- | --------- | -- | -- | ---- | ---- | ---- | ---- | --- | --- | --- | --- | --- |
| 2010–11 | Boston    | 37 | 7  | 14.4 | .598 | .000 | .630 | 2.9 | 0.5 | 0.4 | 0.6 | 4.1 |
| 2010–11 | Cleveland | 4  | 1  | 16.0 | .286 | .000 | .833 | 2.8 | 0.3 | 0.5 | 0.8 | 3.3 |
| 2011–12 | Cleveland | 28 | 9  | 11.9 | .527 | .000 | .512 | 2.6 | 0.3 | 0.4 | 0.2 | 3.5 |
| Total   |           | 69 | 17 | 13.4 | .546 | .000 | .594 | 2.8 | 0.4 | 0.4 | 0.4 | 3.8 |